# Gebel el-Silsila
Gebel el-Silsila (arabsko Jabal al-Silsila ali  Ǧabal as-Silsila, poslovenjeno Veriga gora ali Niz gora, egipčansko ẖny, Khenit,  Kheni ali Khenu, poslovenjeno  Mesto za veslanje)  je mesto na Nilu 65 km severno od Asuana, kjer je Nil najožji in na obeh straneh obdan z visokimi klifi. Ožina je med Edfujem ne severu in Kom Ombom na jugu. Egipčansko ime Kheny, včasih tudi Khenu, se je nanašalo na kamnoloma na obeh bregovih Nila, aktivna od Osemnajste dinastije do grško-rimskega obdobja Egipta. Silsila je znana predvsem po stelah iz Novega kraljestva in kenotafih.

## Rudnik peščenjaka
V Osemnajsti dinastiji so Egipčani apnenec zamenjali s peščenjakom, ker kamnolomi v Gebeleinu niso mogli dobaviti toliko apnenca kot dotlej. Glavni vir peščenjaka so postali kamnolomi v Gebel el-Silsili. Peščenjak je bolj trden od apnenca in je omogočal gradnjo daljših prečnikov.
V kamnolomu so izdelali veliko talatatov za Ehnatonove zgradbe v Luksorju in Amarni. Na steli iz zgodnjega obdobja njegove vladavine je podoba Ehnatona, ki daruje Amonu pod krilatim sončnim diskom. Napis pravi, da je bil blok priptravljen za velik benben boga Hora v Tebah. Odpiranje kamnoloma je nadziral Ehnatonov kipar Bek.

## Svetišča, kapele in templji
V kamnolomih na obeh bregovih Nila so uradniki,  ki so nadzirali delo  v kamnolomih, zgradili veliko svetišč. Iz silsilskega peščenjaka  so bili grajeni tudi skoraj vsi veliki  egipčanski templji, vključno s templji v Karnaku, Luksorju, tempelj Ramzesa III. v Medinet Habu, Kom Ombu in Ramesseum. 

### Glavno božanstvo: Sobek
Glavno božanstvo Gebel el-Silsile je bil Sobek, bog krokodilov in nadzornik voda. Silsila je spadala v staroegipčanski nom Kom Ombo (ali Ombos), ki je stal približno 15 km južno oziroma po reki navzgor. Na rimskih kovancih Omboškega noma  je bil na eni strani upodobljen krokodil, na drugi pa bog Sobek s krokodiljo glavo.

### Zahodni breg
Horemhebov v skalo vklesan tempelj (Veliki Speos)  je bil zgrajen v verjetno v nekdanjem kamnolomu peščenjaka. Posevečen je sedmim božanstvom, vključno z Amonom, Sobekom in njemu samemu. Kasnejši vladarji (Ramzes II., Ramzes III.) so na zgradbo vklesali svoje  prizore.  V osrednji vratni odprtini je stela s podobo Setija II. pred Amon-Rajem, Mut in Honsujem.
Na zahodnem bregu je tudi več kapel vezirjev, stel, svetišč in v steno vklesanih svetišč.

### Vzhodni breg
Raziskovalci so na vzhodnem bregu odkrili 49 kamnolomov. Največji med njimi ima oznako Q34, v katerem je 54 kamnitih koč.
Odkrili so tudi več stel iz obdobja Amenhotepa III. Stele so poškodovane, na oni pa je ohranjen napis, da je bila postavljena v 35. letu Amenhotepovega vladanja. Na vzhodnem bregu so odkrili  tudi Amenhotepovo svetišče in stelo faraona Ehnatona, na kateri je omenjen kot Amenhotep IV.

## Galerija
- Zahodni breg Nila v Gebel el-Silsili
- Stela, posvečena bogu Nila Hapiju, ki sta ko postavila Ramzes II. in Merenptah
- Heremhebov Veliki Speos je bil posvečen bogovom Amonu, Mut, Honsu, Sobeku, Taveret in Totu
- Silsilski petroglifi